# 鰓耙

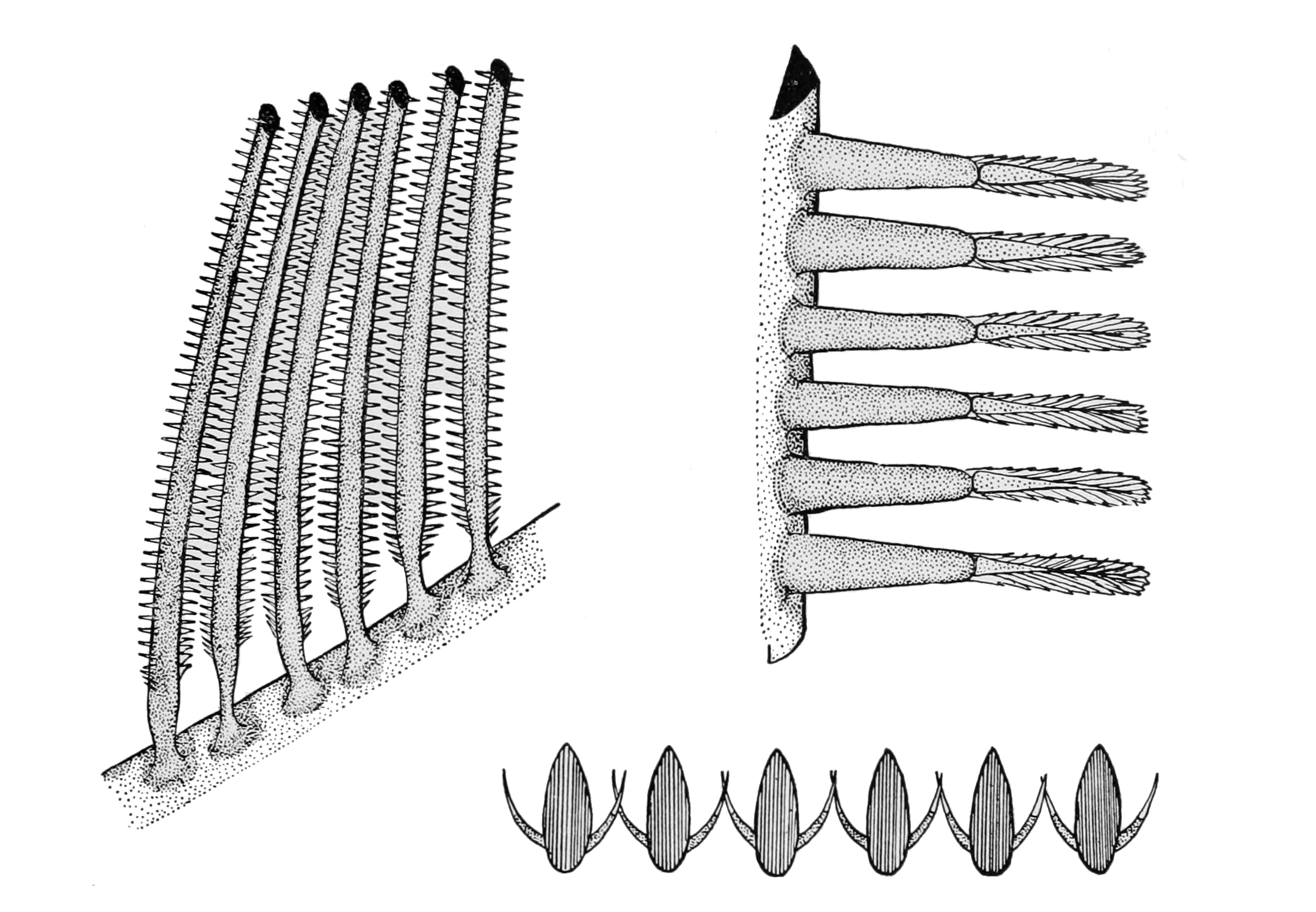
上左：分布較密集的鰓耙，其上的分支交叉結構成為網狀 (x50)
上右：分布較疏的鰓耙 (x180)
下：較短的鰓耙（水流方向為上向下）

鰓耙是由鰓弓內緣衍伸而出的骨骼或軟骨突起，主要用於保護魚鰓或是濾取微小的獵物。鰓耙通常為兩排並列，沿著鰓弓分布，不同種類的魚其鰓耙在鰓弓上分布的數量、外型、間距差異甚大。鰓耙可以防止獵物自鰓弓之間的夾隙逃脫，或者能協助濾食性動物獲得食物。
鰓耙的外型與間距取決於覓食行為與理想獵物體型的大小。濾食性的魚類擁有較密集分布、類似篩子的鰓耙，用以過濾微小的浮游生物，而肉食性或雜食性的魚類則擁有較疏且粗短的鰓耙。由於鰓耙的型態演化受到覓食行為影響很大，即使在相近的物種之間，鰓耙仍然可以有很大的差異，因此可以透過鰓耙的外型特徵依據作為魚類種類的分類與辨識。
早期魚類的鰓耙主要是用來保護鰓瓣受到傷害，並且將物體導向食道。而這些物體多半為食物，因此許多魚類的鰓耙扮演了鬚鯨中鯨鬚板的角色，例如鯔形目、鯡魚、巨口鯊、姥鯊、鯨鯊。

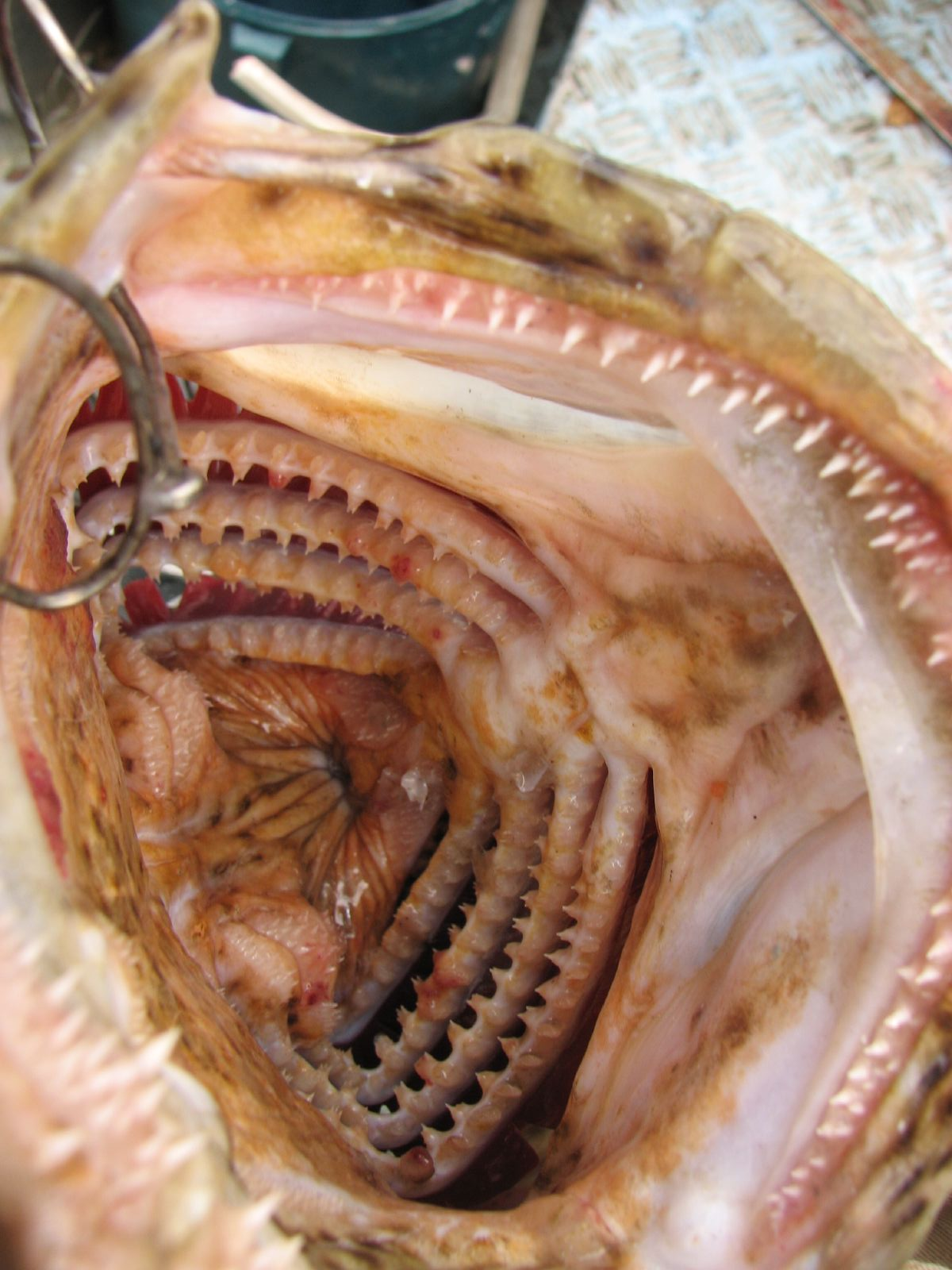
點帶石斑魚的鰓耙